# Another Town, Another Train
Az Another Town, Another Train című dal a svéd ABBA 1973-ban megjelent kislemeze. A dalt a KMH Stúdióban rögzítették. A dal megjelent többek között az Egyesült Államokban is.
A dal kislemezen is megjelent Japánban a csapat debütáló albumának a Ring Ring-nek a népszerűsítése céljából. A dal Venezuelában is megjelent, ahol a B oldalon a People Need Love című dal kapott helyet. Az Egyesült Államokban a Playboy Records kiadó jelentette meg a dalt, amelyre az I Am Just A Girl került a lemez B oldalára. Az Észak-Afrikai kiadáson a Rock'N Roll Band című dal szerepel.
A dalt német nyelven is megjelentették Wer Im Wartesaal Der Liebe Steht címen, melynek Fred Jay írta a szövegét. A német változat kislemezének B oldalán a Ring Ring című dal kapott helyet. A svéd változat – En annan stad, en annan vän.
A dalt 1974-ben a Schytts nevű csapat is előadta, valamint Kikki Danielsson 1991-es albumán a Vägen hem till dej címűn is megjelent a dal.

## Megjelenések
7"  Amerikai Egyesült Államok Playboy Records – P 50018
- A  Another Town, Another Train – 3:04
- B  I Am Just A Girl – 3:00

## Feldolgozások
A dalt a svéd country csapat a Nashville Train is megjelentette 1977-es ABBA Our Way című lemezükön. Az albumot a Polar Music kiadó jelentette meg, mint az ABBA kiadványokat.